# 10077 Raykoenig
10077 Raykoenig este o planetă minoră (asteroid) din centura de asteroizi. A fost descoperită pe 26 octombrie 1989 la Kushiro de Seiji Ueda⁠(d). 
Obiectul prezintă o orbită caracterizată de o semiaxă mare de 2,56065 UAi, o excentricitate de 0,11, o înclinație de 10,2662 ° în raport cu ecliptica.